# MTH Hranice, Inc.
MTH Hranice, Inc. ( MTH Praha a.s.) — чешская компания, специализирующаяся на производстве путевых машин для строительства, текущего содержания и ремонта железнодорожных путей. Годовой оборот компании составляет 5—10 миллионов €.

## История
Компания Mechanizace tratoveho hospodarstvi Praha (MTH Praha) основана по указанию министерства транспорта Чехии в 1957 году. Задачей компании были работы по исследованию, разработке, производству и ремонту машин и оборудования для строительства, восстановления, реконструкции и технического обслуживания железнодорожных путей.
1 мая 1992 года компания была отделена от Чехословацких государственных железных дорог и акционирована. В период приватизации, MTH вошла в состав Cimex Group.

## Продукция

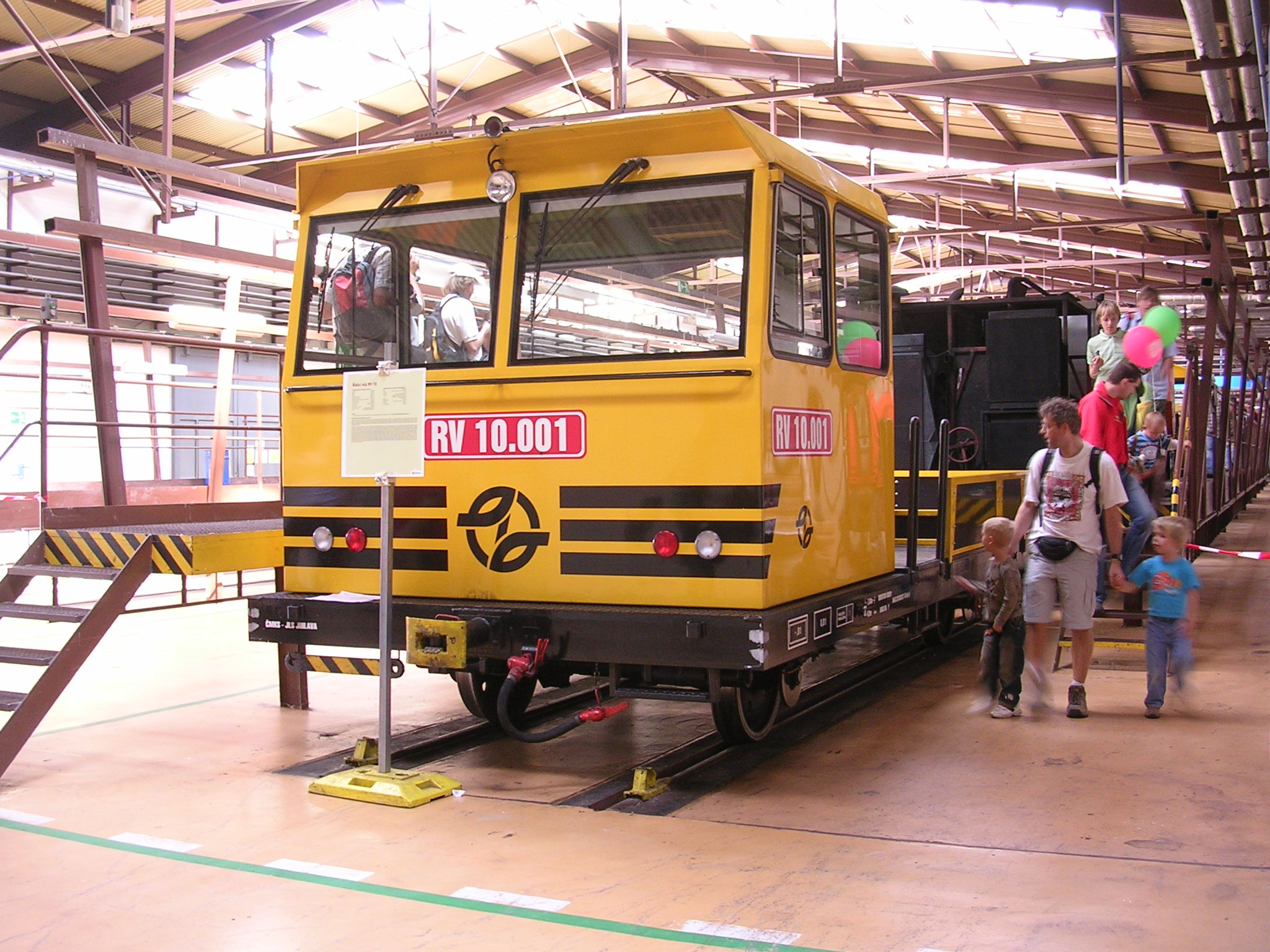
Путевая машина RV 10

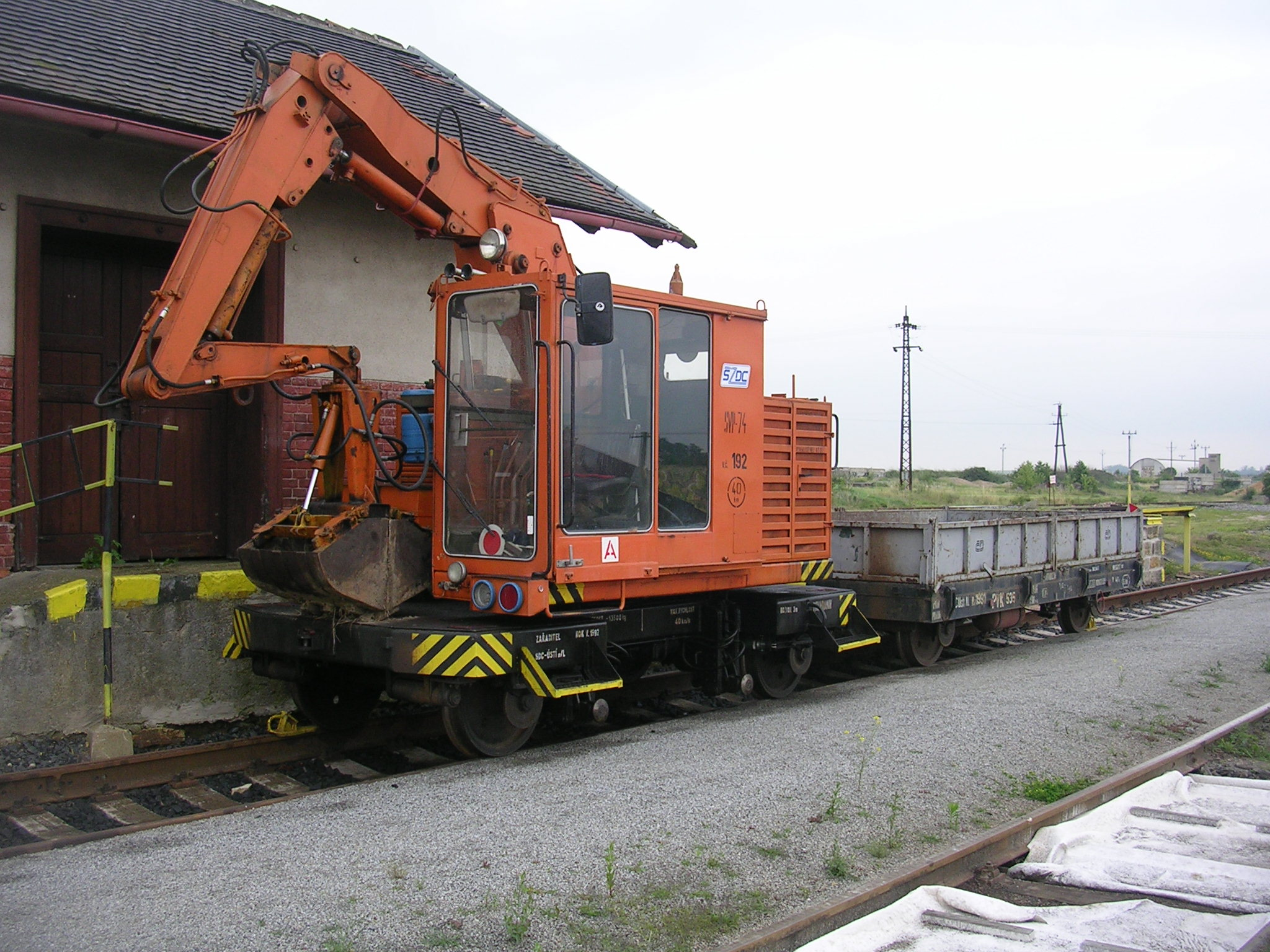
Путевая машина SVP-74

Основным направлением деятельности компании является производство путевых машин различного назначения:
- Щебнеочистительные машины (SC 600 и SC 601)
- Балластораспределительные машины (SPZ 5)
- Составы для вывоза засорителя (ZV 35.1 и VVM 1000.1)
- Стабилизаторы пути (VKL 402, VKL 404)
- Машины для обслуживания контактной сети (MT-S и APV)
- Специальные машины (SP-904)
- Снегоочистители (плуговый SFB 3000, роторный KSF 70.2)
- Путеизмерители (MD-2)
- Вспомогательные машины (автомотриссы MV 80.2,  MUV 69.5, DELTA 175, DELTA 800)
- Тяговые энергетические модули (PA 300 и PA 500)
- Ручной путевой инструмент (гайковёрты MZJ 97 и EZ 76, шпалоподбойки EP 2)